# Krimml
Krimml é um município da Áustria, situado no distrito de Zell am See, no estado de Salzburgo. Tem 169,46 km² de área e sua população em 2019 foi estimada em 841 habitantes.